# Казимир II Бытомский
Казимир II Бытомский (пол. Kazimierz bytomski; 1253/1257 — 10 марта 1312) — князь Опольский (1281/1282 — 1284) и Бытомский (1284—1312), второй сын князя опольского Владислава I Опольского и Евфимии Великопольской. Представитель опльской линии Силезских Пястов.

## Биография
О первых годах жизни Казимира мало что известно. В 1264 году он был посвящён в рыцари королём Чехии Пржемыслом Отакаром II, и с этого времени начал упоминаться в хрониках как участник политических событий вместе со своим отцом. В 1281/1282 году умер его отец, князь Владислав Опольско-ратиборрский, и сыновья разделили княжество: старший сын Мешко и самый младший сын Пшемыслав получили Рацибуж, а Казимир и его младшимй брат Болеслав унаследовали Ополе. Совместное правление братьев продлилось два года, до 1284 года, когда они договорились разделить свое княжество: собственно Опольское княжество с городами Ополе, Немодлин и Стшельце досталось Болеславу, а для Казимира было выделено Бытомское княжество с городами Бытом, Козле, Тошек, Гливице и Севеж.

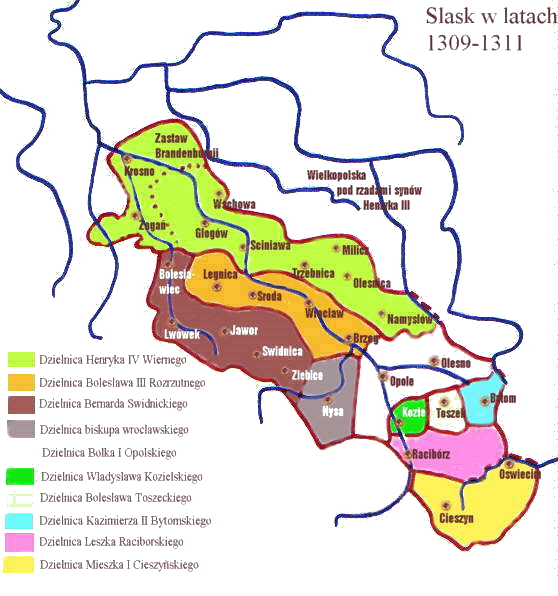
Бытомское княжество в правление Казимира в 1309-1311 годах, окрашено голубым цветом

О первых годах самостоятельного правления князя Казимира Бытомского известно немногое. В конце 1280-х годов он вместе с братьями, князьями Мешком Цешинским и Пшемыславом Рацибужским, поддержал епископа вроцлавского Томаша Зарембу в его конфликте с князем Вроцлавским Генрихом IV Пробусом. Их брат Болеслав I Опольский по неизвестной причине в этом конфликте принял сторону Генриха Пробуса. Конфликт опольских князей с Генрихом IV усилился в 1287 году, когда князь Вроцлавский добился расторжения своего брака с их сестрой Констанцией Опольской, и отправил ее домой.
Плохие отношения с влиятельным князем Вроцлавским вынудили Казимира и его братьев искать сильного покровителя. 10 января 1289 года Казимир Бытомский, первый из силезских князей, в Праге принес ленную присягу на верность королю Чехии Вацлаву II. Его братья Мешко I Цешинский и Пшемыслав Рацибужский вскоре последовали его примеру. Возможно, это произошло после кровопролитного сражения при Севеже 26 февраля 1289 года, где силезская армия Генриха IV Пробуса, завладевшего к этому времени краковским троном, была разбита его оппонентом Владиславом Локетеком. Казимир Бытомский в этом сражении не участвовал, несмотря на то, что она происходило на его земле.
В последующие годы князь Казимир Бытомский был твердым союзником короля Вацлава II в его польских делах. В 1292 году он  участвовал в походе Вацлава II против князя серадзского и куявского Владислава Локетека, а в 1297 году присутствовал при коронации Вацлава II в Праге.
В 1303 году Казимир Бытомский выделил самостоятельные княжества своим старшим сыновьям: Болеслав получил Тошек, а Владислав – Козле.
После смерти в 1306 году короля Чехии и Польши Вацлава III, последнего представителя династии Пржемысловичей, князь Казимир Бытомский разорвал ленную присягу чешским королям. Он резко изменил направление своей политической деятельности, переключившись на поддержку нового князя краковского Владислава Локетека. Брак дочери Казимира Марии Бытомской с венгерским королем Карлом Робертом Анжуйским в 1306 году еще больше повысил престиж самого Казимира и его княжества.
Во внутренней политике Казимир Бытомский покровительствовал католической церкви, особенно костёлу Гроба Господня в Мехуве, который получил от него большие привилегии. Благодаря доходам, полученным от серебряных рудников в Бытоме, он построил довольной большой замок в Бытоме и окружил город крепостной стеной.
10 марта 1312 года князь Казимир Бытомский скончался. Неизвестно, где он похоронен, возможно, в родовом монастыре в Чарновоси под Ополе, которому в своё время он покровительствовал.

## Семья
Между 1275 и 1278 годами Казимир Бытомский женился на Елене (ум. до 24 августа 1323), происхождение которой неизвестно. Анализируя её имя и мена их детей (Земовит, Ежи, Мария) — первые имена среди Силезских Пястов, можно предположить русское происхождение жены Казимира Бытомского. Ряд историков считали, что Елена была русского или литовского происхождения . Согласно генеалогии Казимержа Ясинского, она могла быть дочерью князя Льва I Даниловича Галицкого и его жены Констанции, дочери короля Венгрии Белы IV. Другие считают, что Елена была дочерью Шварна Даниловича, великого князя литовского и младшего брата Льва. Если Елена была действительно дочерью Льва Галицкого, она, вероятно, была названа в честь Иоланты (Елены) Польской (сестры Констанции Венгерской), жена князя великопольского Болеслава Набожного.
Супруги имели шесть детей:
- Болеслав Тошецкий (1276/1278 — 1328), князь тошецкий, архиепископ эстергомский
- Владислав Бытомский (1277/1283 — 1352), князь козленский и бытомский;
- Земовит Бытомский (ок. 1292—1342/1355), князь бытомский и гливицкий;
- Мешко Бытомский (до 1300—1344), князь севежский, епископ нитранский и веспремский;
- Ежи Бытомский (до 1300 — после 1327), князь бытомский;
- Мария Бытомская (ок.1295 — 15 декабря 1317), первая жена с 1306 года венгерского короля Карла Роберта Анжуйского.